# 庐山会议旧址
29°33′42″N 115°58′19″E / 29.56167°N 115.97194°E
庐山会议旧址位于中华人民共和国江西省九江市境内的庐山牯岭东谷长冲河畔、掷笔峰麓的火莲院。
这座建筑原名庐山大礼堂，为传习学舍会议礼堂，由中国国民党中央党部兴建于1935年到1937年，楼高2层，耗资20万元，设计师为高观四，与近旁的传习学舍（今庐山大厦）、庐山图书馆为1930年代庐山军官训练团的三大建筑。其风格为中西合璧，正面设计中加入了蓝色琉璃瓦披檐等中国古典建筑的元素。蒋中正曾多次在此向国民党军官训练团的学员训话，1937年7月17日庐山声明发表于庐山图书馆。1946年9月1日至15日，三青团全国第二次代表大会在此举行。
1949年以后，改为庐山人民剧院。毛泽东曾经在此主持过3次重要会议：1959年7月2日至8月1日中共中央政治局扩大会议和8月2日至16日中国共产党八届八中全会（即庐山会议），1961年8月23日至9月16日中央工作会议和1970年8月23日至9月6日中共中央九届二中全会。1980年代以后辟为庐山会议纪念馆，保留1970年时的会场布置。1996年，庐山会议旧址（包括大礼堂和传习学舍）被列为全国重点文物保护单位。

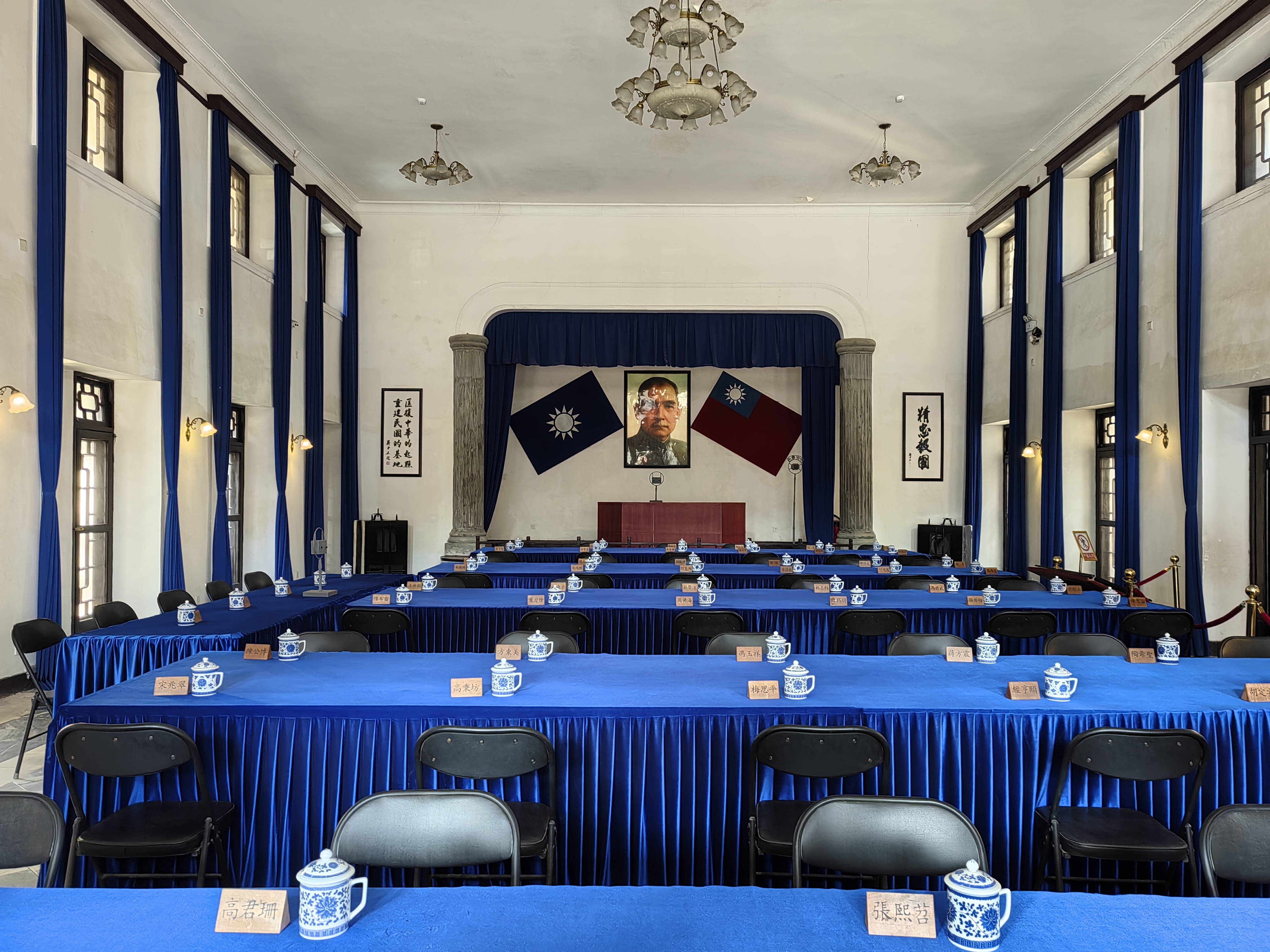
庐山抗战博物馆（原為廬山圖書館）的復原陳設